# Frenk Keukens
Frenk (Frans) Keukens (Leuth, 24 augustus 1995) is een Nederlands voetballer die als verdediger speelt.

## Carrière
Frenk Keukens speelde van 2014 tot 2017 voor De Treffers in de Topklasse en de Tweede divisie. In 2017 vertrok hij transfervrij naar FC Oss, Waar hij op 19 september debuteerde in de bekerwedstrijd tegen Almere City FC. Hij startte in de basis in de met 0-2 verloren wedstrijd, en werd in de 72e minuut vervangen door Erik Quekel. In het seizoen 2018/19 speelde Keukens op huurbasis voor De Treffers. Medio 2019 ging hij naar Kozakken Boys.

### Statistieken
| Seizoen                    | Club           | Land           | Competitie       | Competitie | Competitie | Beker | Beker | Totaal | Totaal |
| Seizoen                    | Club           | Land           | Competitie       | Wed.       | Dlp.       | Wed.  | Dlp.  | Wed.   | Dlp.   |
| -------------------------- | -------------- | -------------- | ---------------- | ---------- | ---------- | ----- | ----- | ------ | ------ |
| 2013/14                    | De Treffers    | Nederland      | Topklasse Zondag | 6          | 0          | 0     | 0     | 6      | 0      |
| 2014/15                    | De Treffers    | Nederland      | Topklasse Zondag | 27         | 0          | 1     | 0     | 28     | 0      |
| 2015/16                    | De Treffers    | Nederland      | Topklasse Zondag | 25         | 2          | 1     | 0     | 26     | 2      |
| 2016/17                    | De Treffers    | Nederland      | Tweede divisie   | 34         | 1          | 1     | 0     | 35     | 1      |
| 2017/18                    | FC Oss         | Nederland      | Eerste divisie   | 2          | 0          | 1     | 0     | 3      | 0      |
| 2018/19                    | De Treffers    | Nederland      | Tweede divisie   | 32         | 0          | 1     | 0     | 33     | 0      |
| Carrièretotaal             | Carrièretotaal | Carrièretotaal | Carrièretotaal   | 126        | 3          | 5     | 0     | 131    | 3      |
| Bijgewerkt op 17 juni 2019 |                |                |                  |            |            |       |       |        |        |